# Kirchditmold
Kirchditmold, Kassel-Kirchditmold – okręg administracyjny Kassel, w Niemczech, w kraju związkowym Hesja. W grudniu 2015 roku okręg zamieszkiwało 10 686 mieszkańców.